# Dies iræ (Penderecki)
Pour les articles homonymes, voir Dies iræ (homonymie).
Dies iræ (« Jour de colère ») est un oratorio pour soprano, ténor, basse, chœur mixte et orchestre composée en 1967 par Krzysztof Penderecki sur le texte de la séquence liturgique catholique Dies iræ.
Il est dédié à la mémoire des victimes d'Auschwitz (le sous-titre exact est Oratorium ob memoriam in perniciei castris in Oświęcim necatorum inexstinguibilem reddendam, qu'on peut traduire par Oratorio pour perpétuer à jamais la mémoire des victimes du camp d'extermination d'Auschwitz). La création en a été donnée le 16 avril 1967 par l'orchestre philharmonique de Cracovie (en) sous la direction de Krzysztof Missona (pl).
Il se compose de trois parties et la durée d'exécution est d'une vingtaine de minutes.
- I. Lamentatio (Lamentations)
- II. Apocalypsis (Apocalypse)
- III. Apotheosis (Apothéose)

Le texte alterne des extraits bibliques, des poèmes polonais, des extraits des Euménides d'Eschyle et une partie d'un poème de Louis Aragon.